# Johan Rodríguez
Joahan Rubén Rodríguez Álvarez (Monterrey, Nuevo León, México 15 de agosto de 1975) es un exfutbolista mexicano.

## Trayectoria
Jugador salido de fuerzas básicas de Cruz Azul; hermano del también futbolista Omar Rodríguez.
Desde pequeño se fue a la Ciudad de México y comenzó jugando en una escuela infantil de fútbol del Club América, pero más tarde le llegó la oportunidad de entrar a fuerzas básicas de Cruz Azul, que lo llevó a disputar la Copa Mundial Sub-17 de 1991. Luego de aquel torneo empezó a ascender y a disputar algunos interescuadras, hasta su debut en el Invierno 96. En La Máquina colaboró para el último campeonato del ’97; jugando hasta las semifinales contra Atlante.
Johan se llama así en honor a Johan Cruyff, sin embargo su nombre se escribe Joahan por un error del registro civil.
Desde su llegada a Santos Laguna tuvo mayores oportunidades para demostrar su entrega y capacidad. Jugador mundialista con Javier Aguirre en el 2002. Era un volante con gran recorrido y entrega con capacidad para recuperar balones y proyectarse hacia el frente. Luego de sus mejores épocas con Santos, sale a Necaxa dónde milita tres torneos y luego, ya como un jugador de experiencia, va a Monarcas Morelia en el Clausura 2006. Para el Apertura 2006 ficha por el recién ascendido Querétaro, club con en que culmina su carrera profesional.

## Estadísticas

### Clubes
| Cruz Azul F.C. · México |               |               |     |    |    |    |    |     |     |    |
| 1ª | 1996-97       | 26            | 4   | 5  | 0  | 3  | 1  | 34  | 5   |    |
| 1ª | 1997-98       | 19            | 1   | -  | -  | 1  | 0  | 20  | 1   |    |
| 1ª | 1998          | 15            | 5   | 1  | 0  | -  | -  | 16  | 5   |    |
| Total club | Total club    | 60            | 10  | 6  | 0  | 4  | 1  | 70  | 11  |    |
| C. Santos Laguna · México |               |               |     |    |    |    |    |     |     |    |
| 1ª | 1999          | 22            | 4   | -  | -  | -  | -  | 22  | 4   |    |
| 1ª | 1999-00       | 39            | 9   | -  | -  | -  | -  | 39  | 9   |    |
| 1ª | 2000-01       | 43            | 8   | -  | -  | -  | -  | 43  | 8   |    |
| 1ª | 2001-02       | 26            | 3   | -  | -  | 7  | 1  | 33  | 4   |    |
| 1ª | 2002-03       | 40            | 4   | -  | -  | -  | -  | 40  | 4   |    |
| 1ª | 2003-04       | 34            | 3   | 4  | 1  | 5  | 0  | 43  | 4   |    |
| Total club | Total club    | 204           | 31  | 4  | 1  | 12 | 1  | 220 | 33  |    |
| C. Necaxa · México |               |               |     |    |    |    |    |     |     |    |
| 1ª | 2004-05       | 29            | 1   | 3  | 0  | -  | -  | 32  | 1   |    |
| 1ª | 2005          | 10            | 0   | -  | -  | -  | -  | 10  | 0   |    |
| Total club | Total club    | 39            | 1   | 3  | 0  | -  | -  | 42  | 1   |    |
| Monarcas Morelia · México |               |               |     |    |    |    |    |     |     |    |
| 1ª | 2006          | 7             | 0   | 2  | 0  | -  | -  | 9   | 0   |    |
| Total club | Total club    | 7             | 0   | 2  | 0  | -  | -  | 9   | 0   |    |
| Querétaro F.C. · México |               |               |     |    |    |    |    |     |     |    |
| 1ª | 2006-07       | 17            | 0   | -  | -  | -  | -  | 17  | 0   |    |
| Total club | Total club    | 17            | 0   | -  | -  | -  | -  | 17  | 0   |    |
| Total carrera | Total carrera | Total carrera | 327 | 42 | 15 | 1  | 16 | 2   | 358 | 45 |
| (1)Incluye datos de la Copa México, Pre Pre Libertadores (1998) e InterLiga (2004, 2005 y 2006). (2)Incluye datos de la Copa Campeones CONCACAF (1996, 1997 y 2002), Copa Merconorte (2001) y Copa Libertadores (2004). |               |               |     |    |    |    |    |     |     |    |

### Selección nacional
| Selección  | Año        | Amistosos | Amistosos | Eliminatorias | Eliminatorias | Mundial | Mundial | Copa Oro | Copa Oro | Copa América | Copa América | Copa Confederaciones | Copa Confederaciones | Total | Total |
| Selección  | Año        | Part.     | Goles     | Part.         | Goles         | Part.   | Goles   | Part.    | Goles    | Part.        | Goles        | Part.                | Goles                | Part. | Goles |
| ---------- | ---------- | --------- | --------- | ------------- | ------------- | ------- | ------- | -------- | -------- | ------------ | ------------ | -------------------- | -------------------- | ----- | ----- |
| México     |            |           |           |               |               |         |         |          |          |              |              |                      |                      |       |       |
| 2000       | 1          | 0         | -         | -             | -             | -       | -       | -        | -        | -            | -            | -                    | 1                    | 0     |       |
| 2001       | 3          | 2         | 5         | 0             | -             | -       | -       | -        | 6        | 0            | -            | -                    | 14                   | 2     |       |
| 2002       | 2          | 0         | -         | -             | 3             | 0       | -       | -        | -        | -            | -            | -                    | 5                    | 0     |       |
| Total club | Total club | 6         | 2         | 5             | 0             | 4       | 0       | -        | -        | 6            | 0            | -                    | -                    | 17    | 2     |

## Selección nacional

### Categorías menores
Sub-17
Participó en la Copa Mundial de Fútbol Sub-17 de 1991 celebrado en Italia.

### Absoluta
Debutó con la selección en la era de Enrique Meza el 25 de octubre de 2000.
Jugó en la selección de fútbol de México dirigida por Javier Aguirre que participó en la Copa América 2001 y la Copa Mundial de Fútbol de 2002. 

### Participaciones en torneos internacionales
| Competición            | Categoría | Sede                  | Resultado        | Partidos |
| ---------------------- | --------- | --------------------- | ---------------- | -------- |
| Copa Mundial de 1991   | Sub-17    | Italia                | Primera fase     | 3        |
| Copa América 2001      | Absoluta  | Colombia              | Subcampeón       | 4        |
| Copa Mundial FIFA 2002 | Absoluta  | Corea del Sur y Japón | Octavos de final | 3        |
| Total                  | –         | –                     | –                | 10       |

## Palmarés

### Campeonatos nacionales
| Título           | Club          | País   | Año  |
| ---------------- | ------------- | ------ | ---- |
| Copa México      | Cruz Azul     | México | 1996 |
| Primera División | Cruz Azul     | México | 1997 |
| Primera División | Santos Laguna | México | 2001 |
| InterLiga        | Santos Laguna | México | 2004 |

### Campeonatos internacionales
| Título            | Club      | País           | Año  |
| ----------------- | --------- | -------------- | ---- |
| Copa de Campeones | Cruz Azul | Guatemala      | 1996 |
| Copa de Campeones | Cruz Azul | Estados Unidos | 1997 |